# Тетрахлоро(циклопентадиенил)ниобий
Тетрахлоро(циклопентадиенил)ниобий — хлорид металлоорганического
сэндвичевого комплексного соединения
ниобия и циклопентадиена
с формулой Nb(C5H5)Cl4,
коричнево-красные кристаллы.

## Получение
- Смешивание бензольных растворов хлорида ниобия(V) и циклопентадиенил(трибутил)олова:

{\displaystyle {\mathsf {NbCl_{5}+Sn(C_{4}H_{5})_{3}(C_{5}H_{5})\ {\xrightarrow {50-70^{o}C}}\ Nb(C_{5}H_{5})Cl_{4}\downarrow +Sn(C_{4}H_{5})_{3}Cl}}}

## Физические свойства
Тетрахлоро(циклопентадиенил)ниобий образует коричнево-красные кристаллы,
легко гидролизуются в воде.
Не растворяется в органических растворителях.